# باارلو
باارلو (به هلندی: Baarlo) یک منطقهٔ مسکونی در هلند است که در زوارته‌واترلاند واقع شده‌است.